# Яшар Кемаль
Яшар Кемаль (тур. Yaşar Kemal), справжнє ім'я Кемаль Садик Гекчелі (тур. Kemal Sadık Gökçeli; нар. 6 жовтня 1923, село Хеміте-Гекчелі, вілаєт Адана, Туреччина — пом. 28 лютого 2015, Стамбул, Туреччина) — турецький письменник-реаліст, поет і правозахисник. За походженням курд. Відомий як багаторазовий кандидат на Нобелівську премію з літератури, а також як активний прихильник створення незалежного Курдистану і побудови в Туреччині громадянського суспільства. Іноді називається одним з найбільших сучасних письменників Туреччини, його роман «Худий Мемед» переведений більш як сорока мовами.

## Життєпис
Походить з родини біженців з міста Ван, які рятувалися на півдні Туреччини від тягот Першої світової війни. В дитинстві в результаті нещасного випадку втратив праве око, коли його батько обробляв жертовного барана на Курбан-байрам і в п'ятирічному віці став свідком вбивства свого батька прийомним сином в мечеті, що призвело до нервових потрясінь і проблем з мовленням протягом декількох років.
До початкової сільської школи він пішов тільки у дев'ятирічному віці. Середню освіту здобув в Кадірлі. В юні роки працював рознощиком, потім був працівником на бавовняній і рисовій фермі водієм трактора, охоронцем річкових ділянок, що належали багатим фермерам, але при цьому навчав навколишніх селян, як можна непомітно красти воду з них по ночах. У 1941—1942 роках викладав у сільській школі, пізніше працював помічником бібліотекаря. Його земляки в решті решт зуміли зібрати гроші для його навчання в Стамбульському університеті. Після закінчення університету почав працювати журналістом, згодом став письменником.
Дідусь, дядько і багато родичів по лінії матерії були розбійниками (eşkıya).
Друкуватися почав в 1939 році, в 1944 році побачило світ його перше оповідання «Брудна історія» (тур. Pis Hikâye). У 1955 році був опублікований його перший роман «Худий Мемед» (тур. Ince Memed).
У 1962 році він вступив до Робітничої партії Туреччини. У 1967 році заснував літературно-громадський тижневик «Ант», який виходив до 1971 року. Є лауреатом в цілому дев'ятнадцяти літературних премій. Серед прикладів його громадської діяльності — пропаганда толерантного ставлення до турецьких мігрантів в Німеччині і кампанія з «очищення» турецької мови від арабських і перських запозичень.
У 1995 році Яшар Кемаль був офіційно звинувачений турецьким судом держбезпеки за «пропаганду сепаратизму» у власних статтях, у яких критикував репресивну політику Туреччини щодо курдів і заперечення курдської ідентичності урядом Туреччини.

## Літературні праці
Основні прозові твори:
- романи «Бляшанка» (1955; оповідає про протистояння інтелігента з поміщиками і духовенством),
- «Худий Мемед» (два томи, 1955; про нерівну боротьбу анатолійських селян за свої права),
- соціальні романи «Опора» (1960), «Земля — залізна, небо — мідне» (1963), «Ефе з Чакырджа» (1972), «Легенда гори» (1970), «Розбійник» (1972), «Якщо вбити змію» (1976), «Голос крові» (1991),
- дилогія «Господарі маєтку Акчасаз» («Злочин Ковальським на базарі» (1973) і «Юсуфчик Юсуф» (1975)), що розповідає про життя турецьких кочовиків, збірки оповідань «Спека» (1952) і репортажів «Ця країна з кінця в кінець» (1971).